# 香料・テルペンおよび精油化学に関する討論会
香料・テルペンおよび精油化学に関する討論会（こうりょう・テルペンおよびせいゆかがくにかんするとうろんかい）は、日本の有機化学分野の学会の一つである。毎年、秋に開催され香料化学、テルペン類の化学反応と合成、精油成分とその化学構造の3つの分野についての講演が行なわれている。
英語名は第10回討論会で決定されたSymposium on the Chemistry of Terpenes, Essential Oils, and Aromatics、略称はTEAC(テアック)である。語呂合わせのためにアルファベットの順序を入れ替えている。

## 開催
毎年、10月あるいは11月に開催される。基本的に全国各都道府県を巡回する方針を採っている。
また奇数の回は西日本、偶数の回は東日本で行なわれる。

## 歴史
1957年に日本化学会の分科会として近畿大学教授であった平尾子之吉、広島大学教授であった松浦多聞、高砂香料工業社長であった平泉貞吉の3名が中心となって設立した。この討論会の設立までは主に香料に関する工学的な発表は樟脳技術者協議会で行なわれていた。しかし樟脳の専売制の終了とともに協議会も解散したため、そこで行なわれていた発表を吸収する形となった。そのため現在でも香料会社等を中心に企業からの研究発表がかなり多いという特徴がある。また、初期には少し遅れて設立された天然有機化合物討論会との統合の話もあったが、独立を保った。

## ロゴ
ロゴは植物とモノテルペンの基本骨格である2,6-ジメチルオクタンの構造式とNMRチャートを組み合わせたもので、創立30周年記念大会に配布された記念品の青銅製文鎮のために、担当大学であった広島大学の菅隆幸研究室に所属する大学院生吉岡隆充によりデザインされたものである。

## 代表幹事
- 初代:平尾子之吉
- 2代:松浦多聞
- 3代:野副鉄男
- 4代:松井正直
- 5代:佐藤菊正